# De doop van Christus (Verrocchio)
De doop van Christus is een schilderij uit circa 1470-1480 van Andrea del Verrocchio, waar zijn leerling Leonardo da Vinci ook aan heeft meegewerkt. Het bevindt zich sinds 1919 in de Galleria degli Uffizi.

## Voorstelling
Het schilderij toont de doop van Jezus in de Jordaan door Johannes de Doper, zoals beschreven in de evangeliën in het Nieuwe Testament. Op de banderol in de hand van de Doper staat "ECCE AGNUS DE", het begin van het citaat uit Johannes 1:29 (in de Latijnse vertaling): Ecce Agnus Dei qui tollit peccata mundi. ("Zie het Lam Gods dat de zonde van de wereld wegneemt.") Boven Jezus zijn de handen van God de Vader te zien die de Heilige Geest in de vorm van een duif laat neerdalen. De stralenkrans van de duif verjaagt een roofvogel, die de tegenstander van Heilige Geest (de duivel of de zondige mens) symboliseert. Links bevinden zich twee geknielde engelen in aanbidding, van wie er een gereed zit met een doek om Jezus af te drogen en zo het volgende moment in het verhaal voorbereidt. Dit is mogelijk de aartsengel Michaël, aan wie de San Salvi-kerk was gewijd en die bij uitstek werd vereerd door de Vallombrosaanse opdrachtgevers.
Pedretti wees erop dat deze linkerengel een verbindend element vormt tussen de kijker en de heilige voorstelling en daarmee de dramatische werking van het schilderij versterkt: "Je voelt bijna dat Leonardo's engel kort tevoren naast het schilderij stond, als een acteur die gereed is om het toneel te betreden." Hij vergeleek dit effect met Het ongeloof van de heilige Thomas, het bronzen beeld voor een nis in de gevel van de Orsanmichele in Florence, waaraan Verrocchio in dezelfde tijd bezig was. De rechtervoet van Thomas steekt net buiten de nis en nodigt als het ware de kijker uit het uitgebeelde verhaal mee te beleven.

## Stijl en techniek
Het schilderij wordt meestal beschouwd als een werk dat door Verrocchio is opgezet in temperaverf en dat later door Leonardo da Vinci is voltooid in olieverf. De ondertekening is in elk geval van Verrocchio, maar over de uitvoering van het schilderwerk bestaat verschil van mening. Sommigen zien in de kwaliteitsverschillen vooral het contrast tussen de archaïsche stijl van de eerste opzet door Verrocchio en de progressieve toevoegingen van Leonardo. Anderen onderscheiden ook bijdragen van andere schilders die in Verrocchio's atelier werkzaam waren. Zo is de tweede engel toegeschreven aan Sandro Botticelli en de figuur van Johannes de Doper aan Piero del Pollaiuolo. Op de achterzijde van het paneel staan schetsen die in verband gebracht zijn met Verrocchio en Pollaiuolo. De handen van God de Vader en de palm aan de linkerkant zijn delen die tot de eerste opzet van het schilderij behoren en relatief schematisch zijn uitgevoerd. Ze zijn waarschijnlijk geschilderd door een ateliermedewerker die in een oudere, traditionelere stijl werkte.
Iedereen is het over eens dat de meest virtuoze onderdelen door Leonardo da Vinci zijn geschilderd. Het gaat daarbij om de linkerengel, het weidse rivierlandschap op de achtergrond dat een simpeler landschap met bomen verving, het water op de voorgrond en het lichaam van Christus, dat volledig is overgeschilderd in olieverf. Hoewel Leonardo's bijdragen – op basis van Vasari's anekdote – vaak als jeugdwerk zijn bestempeld, getuigen ze al van een volleerd meesterschap. Het is daarom waarschijnlijker dat Leonardo zijn toevoegingen en wijzigingen niet voor 1475 of zelfs pas rond 1480 heeft aangebracht, bijvoorbeeld na zijn eerste anatomische studies. Mogelijk heeft het schilderij enige tijd onvoltooid in Verrocchio's werkplaats gestaan en heeft Leonardo pas jaren later het verzoek gekregen het af te maken.
In dit werk zijn invloeden van noordelijke kunstenaars bespeurd, in het bijzonder Jan van Eyck. Zo zou de rotspartij ontleend zijn aan De heilige Franciscus ontvangt de stigmata.

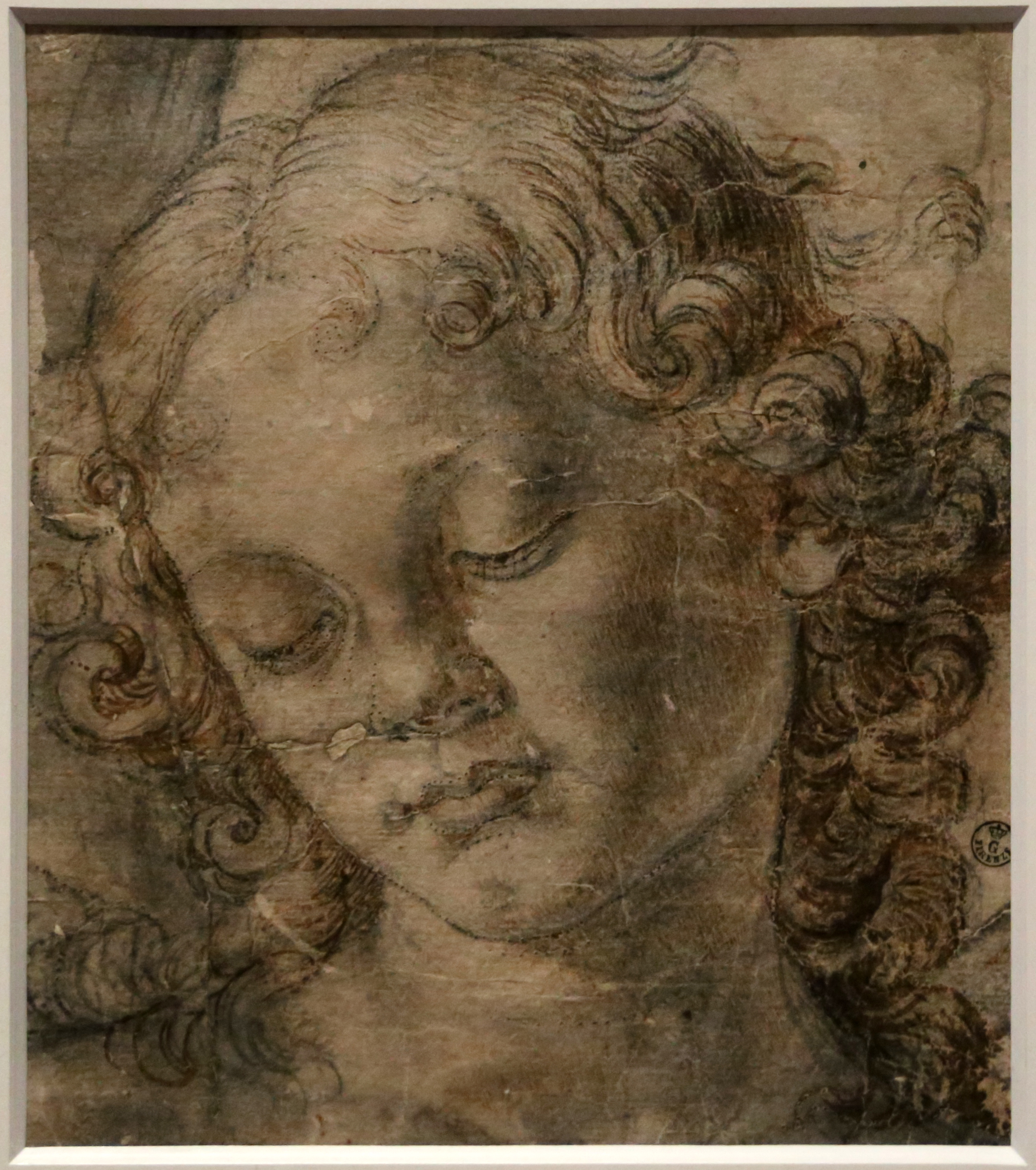
Andrea del Verrocchio, Hoofd van een engel, ca. 1472-76, tekening, Uffizi, Florence
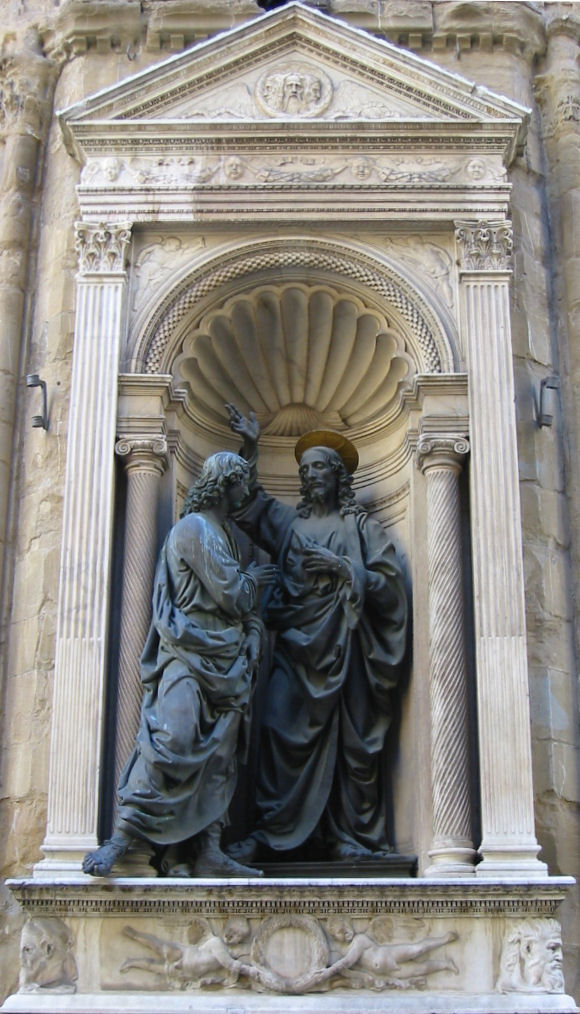
Andrea del Verrocchio, Het ongeloof van de heilige Thomas, brons, Orsanmichele, Florence (kopie; het origineel staat binnen)
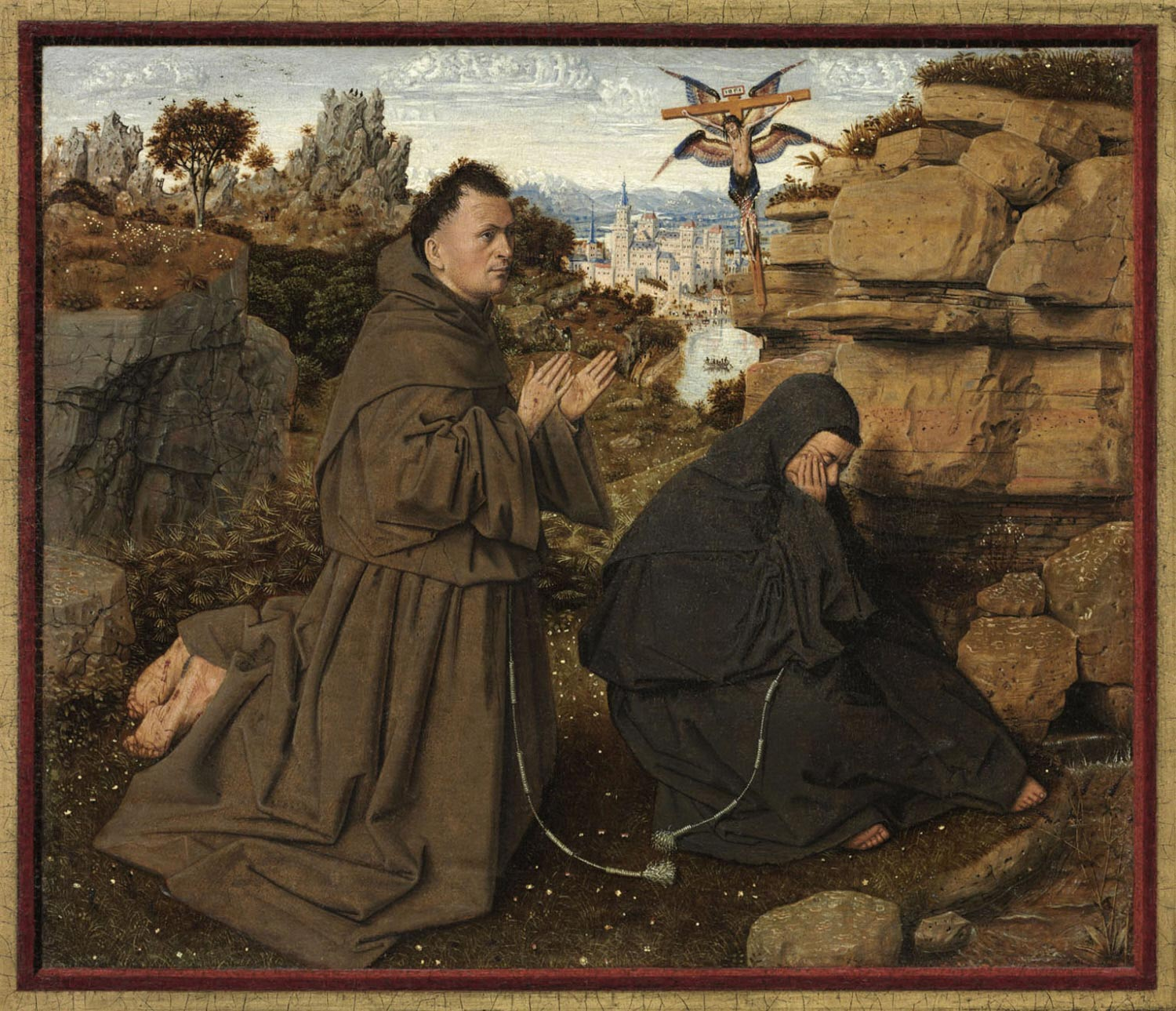
Jan van Eyck, De heilige Franciscus ontvangt de stigmata, ca. 1440, Philadelphia Museum of Art

## Herkomst
Dit is waarschijnlijk het schilderij dat in 1510 door Francesco Albertini in zijn Memoriale (een kunstgids van Florence) "een engel van Leonarda da Vinci" in het San Salvi-klooster wordt genoemd. Anderen noemen het schilderij een Doop van Christus van Verrocchio, zonder Leonardo te noemen. De toeschrijving van de engel aan Leonardo wordt in 1550 bevestigd (of overgeschreven) in de Vite van Giorgio Vasari. Hij voegde hieraan de bewering toe dat Verrocchio daarna nooit meer een penseel wilde aanraken, omdat hij zo boos was dat een jongen (fanciullo) er meer van kon dan hij. Verrocchio was in de eerste plaats beeldhouwer en er zijn sowieso weinig schilderijen van hem bekend.
Op basis van deze vermeldingen is het waarschijnlijk dat het schilderij bestemd was voor de San Michele-kerk in het San Salvi-klooster, dat buiten de stadsmuren van Florence lag en was gesticht door de Vallombrosanen. Verrocchio moet rond 1470 deze opdracht gekregen hebben, mogelijk van zijn broer. Na de gedeeltelijke verwoesting van de kerk tijdens de belegering van Florence in 1529 verhuisde het schilderij naar de refter van het naburige klooster (het latere Museo del Cenacolo di Andrea del Sarto). In 1730 werd het schilderij overgebracht naar Santa Verdiana, een ander klooster van de Vallombrosanen. Na de opheffing van dit klooster in 1810 ging het naar de Galleria dell'Accademia in Florence. Sinds 1919 behoort het tot de collectie van de Uffizi. Tijdens de Tweede Wereldoorlog werd het schilderij in veiligheid gebracht in de Medici-villa in Poggio a Caiano.